# Искусственные рифы в Японии
Искусственные рифы в Японии используются для развития устойчивого рыболовства у побережья страны, поскольку морепродукты составляют одну из основ её продовольственного рынка.

## История
Со средних веков японские рыбаки создавали огромные сооружения из бамбука, с целью увеличения вылова рыбы. Первые искусственные рифы в Японии, о которых сохранились письменные свидетельства, относятся к середине XVII века, и, согласно документам, рифы использовались между 1789 и 1801 гг.
С 1930 г. Япония субсидировала строительство подобных сооружений (особенно с 1952 г.). Правительство страны продолжает инвестировать в исследования и поддержку крупнейших из таких проектов. Это целая программа по развитию побережья с капиталовложениями порядка 1 млрд CHF в год.

## Описание мощностей
В 2004 году, на 12 % континентального шельфа Японии приходилось 20 млн м³ искусственных рифов всех типов (преимущественно металлоконструкций). [При их строительстве часто] используются железобетонные блоки, но также и металлические башни 35 м высотой (каждая из которых водружена на 3 диска диаметром 3 м), способные блокировать перемещение планктона. Около 350 моделей патентованных
рифов, отвечающих различным природным условиям, воплотилось в сооружениях на 20000 участков Японского архипелага.
Исследования поведения рыб привели к разработке искусственных биосистем морского дна, позволяющих оценить потребности, а также миграционные и колонизационные возможности местных видов. Такие рифы привлекают в качестве убежища миллионы особей рыб и ракообразных. Крупнейшее из подобных сооружений занимает объем в тысячи кубометров и достигает 80 м в высоту.

## Разновидности рифов и их влияние на продуктивность окрестных вод
В Японии искусственные рифы используются для улучшения прибрежных промыслов. Различают мелководные рифы (именуемые «цукиисо») для панцирных беспозвоночных и водорослей и более глубоководные («гёсё») для собственно рыбы.
Искусственные рифы создают новые хабитаты для промысловых видов, что напрямую влияет на продуктивность окрестных вод.